# 櫻之宮車站
櫻之宮車站（日语：／ Sakuranomiya eki */?）是由西日本旅客鐵道（JR西日本）所經營的鐵路車站，位於日本大阪府大阪市都島區。本站是JR西日本所屬的大阪環狀線的沿線車站，也是大阪近郊鐵路路線群都市網路所屬的車站。而本站根據JR的特定都區市內制度被劃分為「大阪市內」的車站。站名源自於附近的櫻宮神社，雖然日文漢字的寫法與車站名不大相同，但發音並無分別。
雖然本站現時只有大阪環狀線一條路線通過，但在1913年之前，原本還存在有一條由本站經網島車站（已於1913年廢站）連接至放出車站的路線，名為櫻之宮線。除了一般的通勤列車之外，一些包括關空快速與紀州路快速等車種的快速列車皆在本站停靠。

## 車站構造

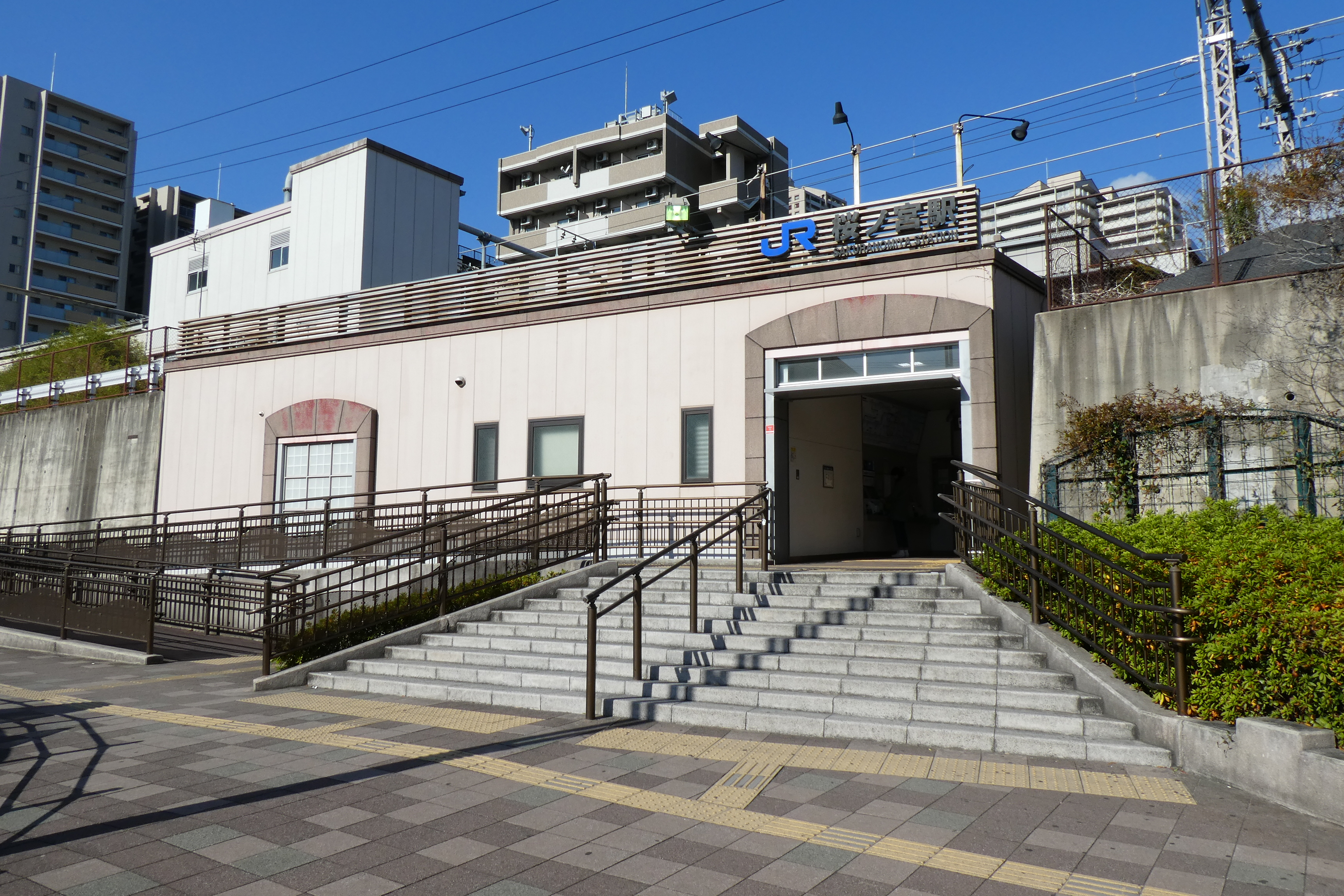
南口（2020年1月）

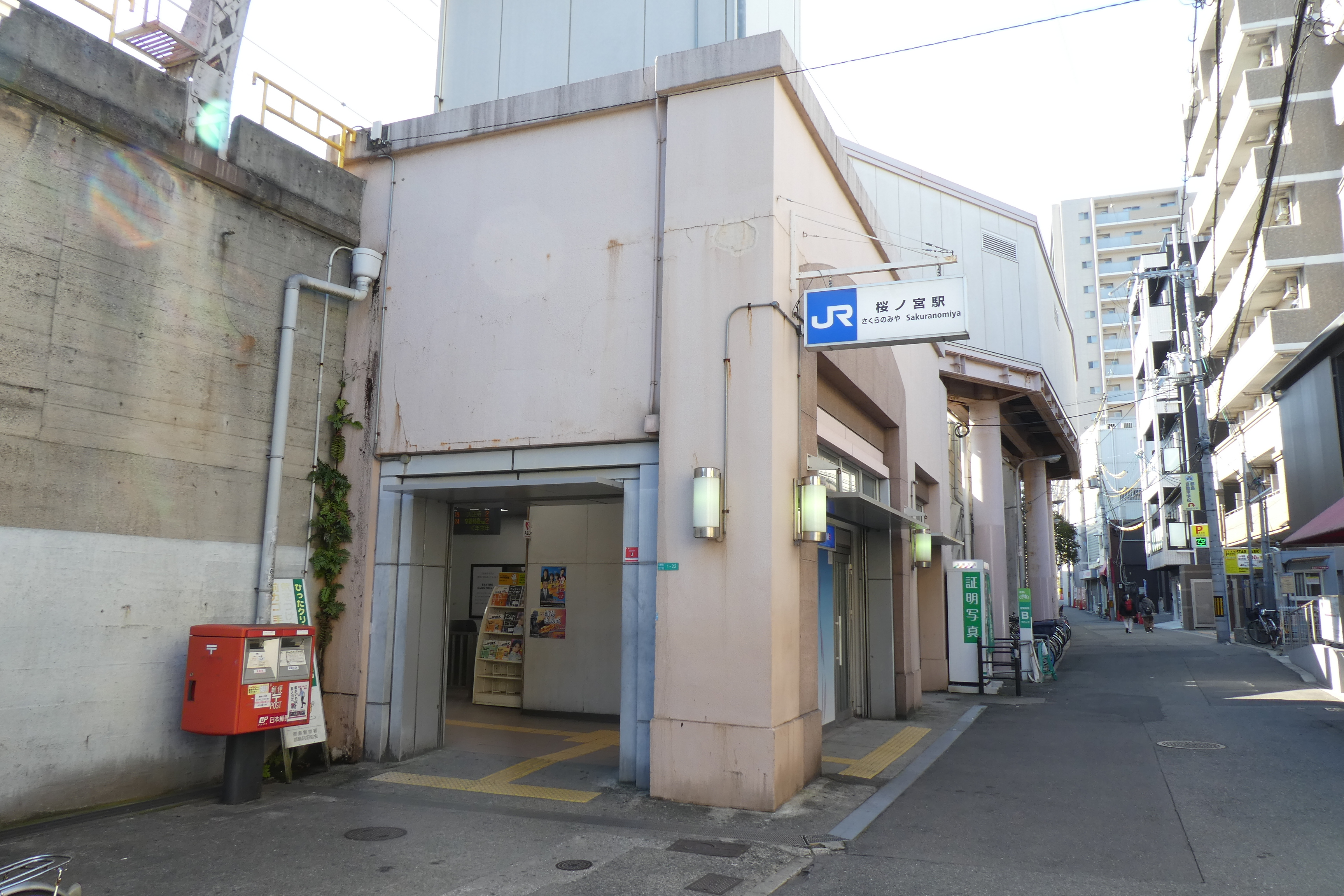
東口（2020年1月）

本站為對向式月台2面2線的高架車站，由於沒有轉轍器與絕對信號機，因此被分類為停留所。

### 月台配置
| 月台 | 路線       | 方向 | 目的地                 |
| ---- | ---------- | ---- | ---------------------- |
| 1    | 大阪環狀線 | 內環 | 大阪、西九條方向       |
| 2    | 大阪環狀線 | 外環 | 京橋、鶴橋、天王寺方向 |

## 利用狀況
2018年（平成30年）度1日平均上車人次為17,501人。
近年1日平均上車人次如下表。
| 年度               | 1日平均 上車人次 | 來源     |
| ------------------ | ---------------- | -------- |
| 1990年（平成02年） | 13,924           | [ * 1 ]  |
| 1991年（平成03年） | 14,090           | [ * 2 ]  |
| 1992年（平成04年） | 14,578           | [ * 3 ]  |
| 1993年（平成05年） | 15,292           | [ * 4 ]  |
| 1994年（平成06年） | 16,280           | [ * 5 ]  |
| 1995年（平成07年） | 17,329           | [ * 6 ]  |
| 1996年（平成08年） | 22,358           | [ * 7 ]  |
| 1997年（平成09年） | 20,474           | [ * 8 ]  |
| 1998年（平成10年） | 19,669           | [ * 9 ]  |
| 1999年（平成11年） | 19,387           | [ * 10 ] |
| 2000年（平成12年） | 19,101           | [ * 11 ] |
| 2001年（平成13年） | 18,815           | [ * 12 ] |
| 2002年（平成14年） | 18,464           | [ * 13 ] |
| 2003年（平成15年） | 18,573           | [ * 14 ] |
| 2004年（平成16年） | 18,424           | [ * 15 ] |
| 2005年（平成17年） | 18,145           | [ * 16 ] |
| 2006年（平成18年） | 17,894           | [ * 17 ] |
| 2007年（平成19年） | 17,893           | [ * 18 ] |
| 2008年（平成20年） | 17,185           | [ * 19 ] |
| 2009年（平成21年） | 16,898           | [ * 20 ] |
| 2010年（平成22年） | 16,378           | [ * 21 ] |
| 2011年（平成23年） | 16,231           | [ * 22 ] |
| 2012年（平成24年） | 16,636           | [ * 23 ] |
| 2013年（平成25年） | 16,782           | [ * 24 ] |
| 2014年（平成26年） | 16,767           | [ * 25 ] |
| 2015年（平成27年） | 17,116           | [ * 26 ] |
| 2016年（平成28年） | 17,165           | [ * 27 ] |
| 2017年（平成29年） | 17,593           | [ * 28 ] |
| 2018年（平成30年） | 17,501           | [ * 29 ] |

## 相鄰車站
西日本旅客鐵道
 大阪環狀線
■大和路快速、■區間快速、■關空快速、■紀州路快速、■快速、■直通快速、■普通
京橋（JR-O08）－櫻之宮（JR-O09）－天滿（JR-O10）

### 曾經存在的路線
內閣鐵道院（國有鐵道）
櫻之宮線（1913年11月15日廢除路段）
網島－櫻之宮

### 利用狀況
1. ↑  大阪府統計年鑑 （页面存档备份，存于） - 大阪府
2. ↑  大阪市統計書 （页面存档备份，存于） - 大阪市

大阪府統計年鑑
1. ↑  大阪府統計年鑑（平成3年）PDF
2. ↑  大阪府統計年鑑（平成4年）PDF
3. ↑  大阪府統計年鑑（平成5年）PDF
4. ↑  大阪府統計年鑑（平成6年）PDF
5. ↑  大阪府統計年鑑（平成7年）PDF
6. ↑  大阪府統計年鑑（平成8年）PDF
7. ↑  大阪府統計年鑑（平成9年）PDF
8. ↑  大阪府統計年鑑（平成10年）PDF
9. ↑  大阪府統計年鑑（平成11年）PDF
10. ↑  大阪府統計年鑑（平成12年）PDF
11. ↑  大阪府統計年鑑（平成13年）PDF
12. ↑  大阪府統計年鑑（平成14年）PDF
13. ↑  大阪府統計年鑑（平成15年）PDF
14. ↑  大阪府統計年鑑（平成16年）PDF
15. ↑  大阪府統計年鑑（平成17年）PDF
16. ↑  大阪府統計年鑑（平成18年）PDF
17. ↑  大阪府統計年鑑（平成19年）PDF
18. ↑  大阪府統計年鑑（平成20年）PDF
19. ↑  大阪府統計年鑑（平成21年）PDF
20. ↑  大阪府統計年鑑（平成22年）PDF
21. ↑  大阪府統計年鑑（平成23年）PDF
22. ↑  大阪府統計年鑑（平成24年）PDF
23. ↑  大阪府統計年鑑（平成25年）PDF
24. ↑  大阪府統計年鑑（平成26年）PDF
25. ↑  大阪府統計年鑑（平成27年）PDF
26. ↑  大阪府統計年鑑（平成28年）PDF
27. ↑  大阪府統計年鑑（平成29年）PDF
28. ↑  大阪府統計年鑑（平成30年）PDF
29. ↑  大阪府統計年鑑（令和元年）PDF

## 外部連結
- 櫻之宮｜車站資訊：JR出門網 - 西日本旅客鐵道

34°42′17.6″N 135°31′13″E / 34.704889°N 135.52028°E